# Saug
Saug (en francès Saugues) és un municipi francès del departament de l'Alt Loira, a la regió d'Alvèrnia-Roine-Alps.